# العملة الجمهورية الرومانية
العملة الجمهورية الرومانية هي العملة التي قام بضربها مختلف قضاة الجمهورية الرومانية، لاستخدامها كعملة قانونية. في العصر الحديث، أصبح الاختصار RRC، "عملات الجمهورية الرومانية"، وهو في الأصل اسم عمل مرجعي حول هذا الموضوع من تأليف مايكل إتش كروفورد، يُستخدم كعلامة تعريف للعملات المعدنية المعينة برقم في هذا العمل، مثل RRC 367.
وصلت العملات المعدنية إلى الجمهورية متأخرًا مقارنة ببقية دول البحر الأبيض المتوسط، وخاصة اليونان وآسيا الصغرى حيث اخترعت العملات المعدنية في القرن السابع قبل الميلاد. تأثرت عملة وسط إيطاليا بمواردها الطبيعية، حيث كان البرونز وفيرًا (كان الأتروسكان عمالًا مشهورين في صناعة المعادن في البرونز والحديد) وكان خام الفضة نادرًا. بدأ سك العملة في الجمهورية الرومانية ببضعة عملات فضية صممت على ما يبدو للتجارة مع المستعمرات اليونانية في جنوب إيطاليا، وقطع برونزية ثقيلة مصبوبة للاستخدام في وسط إيطاليا.
خلال الحرب البونيقية الثانية، إنشأ نظام مرن من العملات المعدنية البرونزية والفضية و(أحيانًا) الذهبية. كان هذا النظام يهيمن عليه الدينار الفضي، وهي الفئة التي ظلت متداولة لمدة 450 عامًا. تعتبر عملات الجمهورية (وخاصة الديناري) ذات أهمية خاصة لأنها كانت تُنتج من قبل "موظفي دار سك العملة"، وهم مسؤولون صغار كانوا يختارون التصاميم والأساطير. وقد أدى ذلك إلى إنتاج عملات معدنية تعلن عن عائلات المسؤولين لأغراض سياسية؛ لا يزال من الممكن فهم معظم الرسائل الموجودة على هذه العملات المعدنية حتى يومنا هذا.

## قبل سك العملة
قبل إدخال العملة المعدنية في إيطاليا، كان الشكلان المهمان للقيمة في الاقتصاد هما الأغنام ( pecus )، والتي يعتقد البعض أن الكلمة اللاتينية التي تعني النقود ( pecunia ) مشتقة منها، وقطع البرونز ذات الأشكال غير المنتظمة المعروفة باسم aes rude (برونز خشن) والتي كان يجب أن يقوموا بوزنها لكل معاملة. ليس من الواضح متى أصبح استخدام النقود شائعًا، لكن التقاليد الرومانية سجلت أن دفع رواتب الجيش بدأ أثناء حصار فيي في عام 406 قبل الميلاد، ويبدو أن عملة Aes rude كانت العملة المستخدمة قبل ذلك بكثير. في نهاية القرن الرابع قبل الميلاد، بدأ صب البرونز في قضبان مسطحة تُعرف اليوم، دون أي مرجع تاريخي، باسم aes signatum (برونز موقّع). كانت هذه القضبان محملة بالرصاص بكثافة، وبأوزان متفاوتة، على الرغم من أنها كانت عمومًا في حدود خمسة أرطال رومانية، وكانت عادةً تحمل تصميمًا على أحد الجانبين، ثم على كلا الجانبين لاحقًا. فسرت الوظيفة الفعلية لـ aes signatum بشكل مختلف؛ على الرغم من كونها شكلاً من أشكال العملة إلا أنها لم تكن عملات معدنية لأنها لم تلتزم بمعيار الوزن. أنتجت روما علاماتها الخاصة حوالي عام 300 قبل الميلاد والتي تتميز بالنقش "ROMANOM" (الرومان) واستمر الإنتاج حتى نهاية الحرب البونيقية الأولى في عام 240 قبل الميلاد، متداخلة مع بعض التطورات الموصوفة أدناه.

## عملة برونزية مسكوكة
وفقًا لبومبونيوس، وهو محامٍ عاش في القرن الثاني الميلادي، تأسست مجموعة قضاة دار السك الثلاثة (tresviri monetales) في عام 289 قبل الميلاد، ولكن يبدو أن هذا التاريخ مبكر جدًا، وإذا لم يظهروا إلى الوجود خلال الحرب البونيقية الثانية، فربما لم تتشكل كلية رسمية حتى وقت ما بعد عام 200 قبل الميلاد. كان الأعضاء الثلاثة في هذه اللجنة معروفين رسميًا باسم "tres viri aere argento auro flando feriundo" ("الرجال الثلاثة المسئولون عن صب وتشكيل البرونز والفضة والذهب")، وهو لقب طويل كان يختصر دائمًا تقريبًا إلى "III.VAAAFF". قام يوليوس قيصر برفع عددهم إلى أربعة لفترة وجيزة. 
|                                                                                     |                                                             |
| O: رأس ملتحي لجانوس، أفقيًا في الأسفل؛ على قرص مرتفع.                                | R: مقدمة السفينة على اليمين؛ في الأعلى؛ كلها على قرص مرتفع. |
| قبر مجهول من نوع "آس" (٢٥٩٫٥٣ غرامًا). حوالي ٢٢٥-٢١٧ قبل الميلاد. RRC ٣٥/١؛ فيتشي ٧٥ |                                                             |

وفقًا لسويداس، كان مكان دار سك العملة يقع في (أو على الأقل بالقرب من) معبد جونو مونيتا على تلة الكابيتولين. بحلول هذا الوقت كانت روما على دراية بالعملات المعدنية، حيث إدخلت إلى إيطاليا في المستعمرات اليونانية ميتابونتوم وكروتون وسيباريس قبل عام 500 قبل الميلاد ونيبوليس حوالي عام 450 قبل الميلاد. لقد احتلت روما جزءًا كبيرًا من وسط إيطاليا، وأعطتها كميات كبيرة من البرونز، ولكن القليل من الفضة.
قدموا نظام من العملات البرونزية الثقيلة المصبوبة بالرصاص؛ وتعرف هذه الإصدارات باسم aes grave (البرونز الثقيل) من قبل علماء العملات. من الناحية الأسلوبية كانت العملات المعدنية رومانية بشكل واضح، وبسبب حجمها وكونها مصبوبة بدلاً من سكها، كانت بدائية مقارنة بالعملات المعدنية في أماكن أخرى حول البحر الأبيض المتوسط في ذلك الوقت. كانت العملة القياسية هي as ؛ حيث تشير كلمة as إلى العملة المعدنية وكذلك إلى وحدة الوزن - في الواقع، as يمكن أن تعني أيضًا أي وحدة - الطول والمساحة، وأحيانًا الرقم واحد فقط.
كانت العملة البرونزية في البداية عبارة عن عملة ذات قيمة كاملة إلى حد ما بدلاً من عملة رمزية، استنادًا إلى "المعيار الليبرالي" حيث كان وزن الجنيه الروماني ( ليبرا ) مع الكسور بوحدات الأونصات الرومانية ( أونسيا )، مع 12 أونسيا في ليبرا. وهكذا كانت "الأونسيا" أيضًا وزنًا وعملة معدنية بنفس الوزن. تغير هذا عندما انخفض وزن قبر الآس إلى ما يقرب من 10 أونسيا حوالي عام 270 قبل الميلاد ("المعيار الليبرالي الخفيف")، وظل عند هذا المستوى حتى عام 225 قبل الميلاد، ثم فجأة إلى 5 أونسيا ("المعيار شبه الليبرالي") حوالي بداية الحرب البونيقية الثانية في عام 218 قبل الميلاد، وانخفض أخيرًا إلى 1.5-1 أونسيا حوالي عام 211 قبل الميلاد.
بالإضافة إلى الـ as وكسورها، إنتجت مضاعفات الـ as أيضًا. كانت الكسور أكثر شيوعًا من الاسس ومضاعفاتها خلال فترة القبر. بحلول وقت المعيار شبه الليبرالي، كانت الفئات الأصغر مثل uncia وsemuncia تُضرب بدلاً من صبها. وقد سكت مجموعة متنوعة من الفئات الأقل شيوعًا بمرور الوقت؛ وترد هنا تلك التي عثر عليها في كروفورد (1974).
| فئات برونزية في كروفورد (1974) | فئات برونزية في كروفورد (1974) | فئات برونزية في كروفورد (1974) | فئات برونزية في كروفورد (1974) | فئات برونزية في كروفورد (1974) | فئات برونزية في كروفورد (1974) | فئات برونزية في كروفورد (1974) | فئات برونزية في كروفورد (1974) |
| وجه العملة                     | عكس العملة                     | الاسم                          | العلامة                        | المثال الأقدم                  | التاريخ                        | القيمة (الاسس)                 | القيمة (الاونص)                |
| ------------------------------ | ------------------------------ | ------------------------------ | ------------------------------ | ------------------------------ | ------------------------------ | ------------------------------ | ------------------------------ |
|                                |                                | Decussis                       | X                              | RRC 41/1                       | 215–212 ق.م                    | 10                             | 120                            |
|                                |                                | Quincussis                     | V                              | RRC 41/2                       | 215–212 ق.م                    | 5                              | 60                             |
|                                |                                | Tressis                        | III                            | RRC 41/3                       | 215–212 ق.م                    | 3                              | 36                             |
|                                |                                | Dupondius                      | II                             | RRC 41/4                       | 215–212 ق.م                    | 2                              | 24                             |
|                                |                                | As                             | I                              | RRC 14/1                       | 280–276 ق.م                    | 1                              | 12                             |
|                                |                                | Dextans                        | S𐆐𐆐                            | RRC 97/23                      | 211–208 ق.م                    | 5/6                            | 10                             |
|                                |                                | Dodrans                        | S𐆐𐆑                            | RRC 266/2                      | 126 ق.م                        | 3/4                            | 9                              |
|                                |                                | Bes                            | S𐆐                             | RRC 266/3                      | 126 ق.م                        | 2/3                            | 8                              |
|                                |                                | Semis                          | S                              | RRC 14/2                       | 280–276 ق.م                    | 1/2                            | 6                              |
|                                |                                | Quincunx                       | 𐆐𐆐𐆑                            | RRC 97/11                      | 211–208 ق.م                    | 5/12                           | 5                              |
|                                |                                | Triens                         | 𐆐𐆐                             | RRC 14/3                       | 280–276 ق.م                    | 1/3                            | 4                              |
|                                |                                | Quadrans                       | 𐆐𐆑                             | RRC 14/4                       | 280–276 ق.م                    | 1/4                            | 3                              |
|                                |                                | Sextans                        | 𐆐                              | RRC 14/5                       | 280–276 ق.م                    | 1/6                            | 2                              |
|                                |                                | Uncia                          | 𐆑                              | RRC 14/6                       | 280–276 ق.م                    | 1/12                           | 1                              |
|                                |                                | Semuncia                       | 𐆒                              | RRC 14/7                       | 280–276 ق.م                    | 1/24                           | 1/2                            |
|                                |                                | Quartuncia                     | 𐅀                              | RRC 38/8                       | 217–215 ق.م                    | 1/48                           | 1/4                            |

## إدخال العملات الفضية على الطراز اليوناني
إنتجت العملات البرونزية المسكوكة على الطراز اليوناني بكميات صغيرة تحمل نقش ΡΩΜΑΙΩΝ حوالي عام 300 قبل الميلاد؛ ولا يوجد اليوم سوى عدد قليل من الأمثلة. يُعتقد أنها أُنتجت نيابة عن روما بواسطة نيابوليس، استنادًا إلى نفس الأسلوب والوزن مع عملات نيابوليس الخاصة، واستُخدمت لتسهيل التجارة في أعقاب بناء طريق أبيا، الذي بدأ في عام 312 قبل الميلاد.  
دخلت روما في حرب ضد تارانتوم في عام 281 قبل الميلاد؛ وقد استعان سكان تارانتوم بدعم بيروس الإبيري. في هذا السياق أنتجت روما أول دراخما فضية على الطراز اليوناني (RRC 13/1) مع رأس مارس يرتدي خوذة كورنثية على أحد الجانبين ورأس حصان مع نقش ROMANO (يتآكل على المثال الموضح) وأذن حبوب خلفه. ربما كانت هذه العملة المعدنية تعود إلى ما قبل العصر الحجري الحديث المذكور أعلاه، ولكنها سُكّت واستُخدمت على نطاق واسع في ماجنا غراسيا وكمبانيا. كان من الواضح أن هذا كان جزءًا من اتجاه أوسع نطاقًا؛ إذ يبدو أن دفع رواتب القوات الرومانية والحلفاء الذين قاتلوا في الحرب البيروسية كان أمرًا بالغ الأهمية في نشر استخدام العملات المعدنية على الطراز اليوناني في جميع أنحاء المناطق الجنوبية الأبينية في إيطاليا. يُعتقد اليوم أن هذا الإصدار قد سك في نابولي لأنه سك وفقًا لمعيار الوزن هذا (7.3 جرام)، وليس معيار ميتابونتوم وتارينتوم ومدن جنوب إيطاليا الأخرى (التي كانت 7.9 جرام في بداية الحرب ولكنها انخفضت إلى 6.6 جرام أثناء مسارها). كان يُعتقد في وقت سابق أن هذه العملة قد سُكّت في ميتابونتوم لأن أذن الحبوب هي النوع الأكثر شيوعًا على عملات ميتابونتوم ورأس المريخ يشبه إلى حد كبير رأس ليوكيبوس (بطل محلي، الملك الميسيني الذي أعاد تأسيس ميتابونتوم، وليس الفيلسوف) على عملة معدنية سابقة إنتجت هناك.
سك عدد من العملات المعدنية المختلفة بكميات متزايدة على مدى السنوات القليلة التالية، ولكن أول عملة فضية يُعتقد الآن أنها سُكّت في روما نفسها هي ديدراخما هرقل/الذئبة (كروفورد 20/1). من المرجح أن يكون تاريخ هذا الإصدار هو 269 قبل الميلاد، حيث تشير الأشكال الموجودة على هذه العملة إلى قنصلي ذلك العام Q. Ogulnius Lf An Gallus و C. Fabius CfMn Pictor . كان هرقل، الذي يظهر على الوجه الأمامي هراوته (التي تظهر صغيرة الحجم فوق كتفه) وجلد أسد مربوط حول رقبته، هو الراعي الإلهي للفابي. كان كوينتوس وشقيقه كنايوس أوجولنيوس، بصفتهما إيديل، يلاحقان المرابين قضائيًا؛ وقد استُخدم جزء من العائدات لإقامة تمثال لرومولوس ورموس وهما يرضعان من ذئبة بالقرب من شجرة فيكس روميناليس كما هو موضح على الوجه الآخر. يعتقد بعض المؤرخين أن قيمة هذه العملات كانت 10 أس، مما يجعلها ديناري، ويستند هذا الادعاء على رواية بليني في القرن الأول الميلادي، حيث يذكر أن الديناريوس إنشأ في عام 269 قبل الميلاد. لكن أغلب المؤرخين اليوم لا يرون ذلك بمثابة دينار، بل ديدراخما أخرى.  
إنتجت هذه العملة الرومانية الأخيرة ومعظم العملات الأخرى بأعداد صغيرة حتى ظهور الديدراخما التي نشير إليها باسم الرباعية. إنتجت العملة المعدنية الرباعية الدفع بكميات كبيرة بدءًا من حوالي عام 235 قبل الميلاد، وسميت على اسم الصورة العكسية للنصر وهو يقود عربة رباعية الخيول، و إنتجت لمدة عقدين تقريبًا، وأصبحت أقل قيمة (حتى 30٪ فقط من الفضة) خلال الحرب البونيقية الثانية.

## نظام الديناريوس

### كما قدموه
|                                                |                                                                            |
| O: رأس روما يمين. IIS                          | R: ديوسكوري يرتدي عباءة ويركب على اليمين وبحرابه مثبتة، والنجوم في الأعلى. |
| سيسترتيوس، مجهول، روما، 211 ق.م. آر آر سي 44/7 |                                                                            |

الديناريوس، الذي أصبح العملة الفضية الرئيسية في روما لأكثر من أربعة قرون، إنشأ في عام 211 قبل الميلاد أو قبل بضع سنوات، وإنتج بكميات هائلة من الفضة التي استولوا عليها عند نهب سيراكيوز. الديناريوس (RRC 44/5)، بقيمة 10 أس كما هو موضح بالعلامة X ويزن حوالي 4.5. اعتبر الجنيه الروماني (72 جرامًا) جزء من عملة معدنية معقدة متعددة المعادن. كما كان من الفضة نصف الديناريوس، الكيناريوس (RRC 44/6، المميز بـ V )، وربع الديناريوس، السيسترتيوس (RRC 44/7، المميز بـ IIS والموضح على اليسار)، وكلها تحمل رأس روما على الوجه ووجهًا خلفيًا للديوسكوري يركبون مع عباءاتهم خلفهم (إشارة إلى مساعدتهم المفترضة لروما في معركة بحيرة ريجيلوس).
استمر إنتاج الاسس البرونزية وأجزاءها (التي أصبحت الآن كلها مسبوكة بدلاً من مصبوبة) وفقًا لمعيار يبلغ حوالي 55 جرام؛ وقد تقلص هذا بسرعة كبيرة إلى معيار سدسي وأخيرًا معيار أونسيال يبلغ حوالي 32 جرامًا. بحلول هذا الوقت، كان عدد الاسس يفوق أعدادهم، ربما لأن أجور الفيلق زادت إلى الحد الذي جعل الاسس يمكن أن تصبح المكون الرئيسي.
وبالذهب كانت هناك ثلاث قطع بقيمة 60 أس (RRC 44/2، مميزة بعلامة ↆX )، و40 أس (RRC 44/3، مميزة بعلامة XXXX )، و20 أس (RRC 44/4، مميزة بعلامة XX ). كانت جميعها تحتوي على رأس إله الحرب على الوجه الأمامي ونسر بأجنحة منتشرة يقف على صاعقة على الوجه الخلفي. يذكرنا النسر إلى حد ما بالنسر الذي كان رمزًا ثابتًا على العملات البطلمية منذ بداية القرن، وقد اقترح البعض أن بطليموس الرابع فيلوباتور ربما قدم الذهب لهذه القضية ليكون بمثابة ثقل موازن لتورط فيليب الخامس المقدوني إلى جانب قرطاج.
كما قدمت عملة فيكتورياتوس، وهي عملة فضية أخرى (RRC 44/1)، بكميات كبيرة في نفس الوقت. يبدو أنها كانت منفصلة تمامًا عن نظام الديناريوس المناسب، حيث أظهرت مطيافية الفلورسنت بالأشعة السينية أن هذه العملات إنتجت وفقًا لمعيار مختلف تمامًا من الدقة. في حين أظهر تحليل 52 من عملات الديناري والكيناريا والسيسترتي المبكرة تركيزًا للفضة بنسبة 96.2 ± 1.09٪، فإن 19 فيكتورياتي من نفس الفترة لها دقة متغيرة للغاية تتراوح من 72 إلى 93٪. عثر على العملات النقدية الفيكتورية في وقت مبكر بشكل أساسي في جنوب إيطاليا وصقلية، ويُعتقد أن العملات الفيكتورية التي يبلغ وزنها 3/4 ديناريوس كانت تستخدم لدفع الأموال لغير المواطنين ذوي الخبرة في نظام العملة اليونانية بتنسيق الدراخما الذي اعتادوا عليه، ولكن بعملات معدنية منخفضة القيمة/مبالغ في تقديرها. سحبت العملة الورقية الرباعية الدينار، التي أعيد تعريفها إلى 15 أس (1.5 دينار)، من التداول على الفور تقريبًا.

### التطور: الأوزان والدقة
على مدار الأربعين عامًا التالية، انخفض وزن الدينار تدريجيًا. والسبب غير واضح، ولكن ربما كان ذلك في البداية نتيجةً للضغط المستمر للحرب البونيقية الثانية. بعد ذلك، تراكمت على الدولة الرومانية ديونٌ تعادل ضرائب مباشرة على المواطنين الرومانيين لمدة 25 عامًا (حوالي مليون ديناري)؛ ولم يُسدَّد هذا الدين بالكامل إلا بعد عودة القيصر مانليوس فولسو بغنائم آسيا بعد معاهدة أفاميا (188 قبل الميلاد). تغيّر الوزن رسميًا من 72 رطلًا (6 scruples) إلى 84 رطلًا في ذلك الوقت؛ وظلّ مستقرًا نسبيًا بعد ذلك.
ظل محتوى الفضة خلال العصر الجمهوري أعلى بكثير من 90%، وعادة ما كان أعلى من 95% باستثناء عملات ماركوس أنطونيوس اللاحقة، وخاصة الإصدار الضخم من ديناري الفيلق في 32-31 قبل الميلاد مباشرة قبل معركة أكتيوم (يظهر مثال على اليمين)، والتي يشاع أنها فضة من مصر قدمتها كليوباترا.

### التطور: الفضة مقابل البرونز
بحلول عام 140 قبل الميلاد تقريبًا (التاريخ الدقيق غير واضح) أعيد تعريف الدينار إلى 16 أسًا، وهو ما يشير إليه الرقم XVI على وجه الدينار. يظهر هذا أولاً على العملة المعدنية التي تحمل علامة L.IVLI (RRC 224/1)، والتي يعود تاريخها عادةً إلى عام 141 قبل الميلاد. استبدلت العلامة الواضحة التي تحمل الرقم XVI بعلامة X قريبًا، ولكن غالبًا الآن مع شريط أفقي يمر عبر المركز كما هو موضح في المثال الثاني على اليسار (RRC 243/1)؛ يُقرأ هذا أحيانًا على أنه حرف واحد من XVI مع جميع الحروف المتراكبة. يُعتقد أن إعادة التعريفة الجمركية كانت بمثابة اعتراف بالعلاقة التي تطورت بسبب انخفاض الأوزان، سواء بسبب تآكل الاس القديمة أو بسبب انخفاض أوزان سك العملة الجديدة. وهذا يعني أن الكيناريوس يساوي ثمانية أس، والسيسترتيوس يساوي أربعة أس . لقد استمرت نسبة الدينار إلى الدينار الجديدة لمئات السنين. وفي نفس الوقت تقريبًا تغيرت وحدة الحساب من الاس إلى السيسترتي (HS). و قد يكون هذا مؤشرا على أسباب التضخم.
استمر تداول عملة الفيكتورياتوس حتى القرن الثاني قبل الميلاد. واكتسبت عملة الفيكتورياتي شعبيةً لاحقًا في أماكن مثل بلاد الغال الكيسالبية، حيث كانت متداولة إلى جانب دراخما ماساليا (مارسيليا).

### التطور: الذهب
لم تسك العملات الذهبية من فئة 60 و40 و20 إلا لبضع سنوات؛ ويبدو أن الذهب بشكل عام كان يستخدم في البداية كعملة طوارئ فقط. ظهرت العملات الذهبية مرة أخرى في عام 82 قبل الميلاد عندما كان سولا يجمع الأموال للحرب ضد ميثراداتس السادس ملك البنطس مباشرة بعد الضغوط المالية الناجمة عن الحرب الاجتماعية. تعتبر عملة سولا عمومًا أول عملة تستخدم الاسم (denarius) aureus لها. سكت عملات الأوري بأعداد كبيرة في عهد يوليوس قيصر استعدادًا للحرب المقترحة ضد فرثية، واستمر إصدار الأوري في الازدياد بعد سقوط الجمهورية.

## العملات والرسائل السياسية
في نهاية المطاف ظهر عكس جديد، أولاً لونا تقود بيجا (عربة ذات حصانين) في عامي 194-190 قبل الميلاد، ثم فيكتوري تقود بيجا في عام 157 قبل الميلاد - يُعتقد أنه يشير إلى الهزيمة النهائية لبيرسيوس المقدوني في معركة بيدنا على يد لوسيوس إيميليوس بولس في عام 168 قبل الميلاد. أصبحت هذه "البيجاتي" النصرية النوع الأكثر شيوعًا من الديناريوس. حيث وضعت رموز خاصة على الديناري (مثل النجمة أو المرساة) بعد وقت قصير من تقديمها وسرعان ما ظهرت الأحرف الأولى التي تشير إلى tresviri monetales (سادة دار السك، الذين غالبًا ما يطلق عليهم اسم المصرفيين، الذين كانوا مسؤولين عن الإصدار) على العملات المعدنية. في بعض الحالات تكون الرموز "تورية". إن المثال العكسي الموضح على اليسار (RRC 187/1 يظهر لونا وهي تقود بيجا) هو أحد هذه النماذج؛ حيث يظهر رمز الصدفة فوق الخيول جنبًا إلى جنب مع الأحرف "PVR" أدناه. يُعتقد أن الصدفة هي صدفة مريق ؛ وكان هذا هو مصدر اللون الأرجواني الصوري (باللاتينية: purpureo) ويُعتقد أن هذا، إلى جانب الحروف، يشير إلى Furius Purpureo. وقد أصبح هذا النوع من الإشارة إلى أصحاب الأموال أكثر وضوحا، وفي نهاية المطاف تطور إلى الإعلان الذاتي لتعزيز المسيرة السياسية لأصحاب الأموال.    
كانت العائلات التي كان لديها بالفعل أعضاء في مجلس الشيوخ أكثر عرضة لانتخاب المزيد من أفرادها لمناصب سياسية (وبالتالي يصبحوا أعضاء في مجلس الشيوخ). كان هذا الأمر أكثر احتمالاً لدرجة أن عدداً قليلاً فقط من القنصليين الجدد (الرجال الجدد) معروفون في التاريخ. وهكذا كان الإعلان على العملات المعدنية في كثير من الأحيان يتعلق بعائلة مالك العملة. في ظهر العملة المعدنية الموضح على اليمين (RRC 268/1b)، تشير الأسطورة الموجودة حول الجزء الخارجي إلى أن صانع العملة كان N. Fabius Pictor. الفرد الجالس يرتدي درعًا، ويحمل رمحًا في يده اليسرى وقبعة مميزة يرتديها الفلامين في يده اليمنى. وعلى جانبه يوجد درع مكتوب عليه QUIRIN. يُفهم من هذا أنه يشير إلى كوينتوس فابيوس بيكتور (ربما ابن كوينتوس فابيوس بيكتور المؤرخ ) الذي انتُخب بريتورًا في عام 189 قبل الميلاد وأُسندت إليه مقاطعة سردينيا بالقرعة (ليفي 37.50.8). كان أيضًا فلامن كويريناليس، ولهذا السبب، لم يسمح له البابا ليسينيوس كراسوس، الحبر الأعظم في ذلك اليوم، بتولي المنصب السرديني بسبب المحرمات المختلفة المحيطة بشخص الفلامين، والحاجة إلى أن يؤدي الفلامين طقوسًا معينة في روما (ليفي 37.51.3–7). استبدل منصب البريتور السرديني بمنصبي البريتور الحضري والصحري، وبقي ن. فابيوس بيكتور في روما. كان الحادث بأكمله جزءًا من المناورة السياسية التي قام بها شيبيون الإفريقي ضد مهاجميه، ومن بينهم الفابيون.
وبمرور الوقت، أصبحت السياسة في ذلك اليوم أكثر وضوحا في العملات. في عام 54 قبل الميلاد، سيطر أول ثلاثي على روما، وكان بومبيوس العضو الأبرز فيه. كانت هناك شائعات بأن بومبيوس سيصبح دكتاتورًا. وفي هذا السياق، كانت العملة المعدنية الموجودة على اليسار (كروفورد 433/2) تحمل رسالة سياسية قوية. وضع التاجر ماركوس جونيوس بروتوس على العملة شخصيتين من التاريخ الروماني ادعى أنهما من أجداده:
- - لوشيوس جونيوس بروتوس من عائلة جونيا، الذي أصبح أول قنصل لجمهورية روما في عام 509 قبل الميلاد بعد أن طرد لوشيوس تاركوينيوس سوبربوس، آخر الملوك الرومان، و
  - جايوس سيرفيليوس أهالا، الذي قتل سبوريوس مايليوس- الفارس الذي اكتسب مكانة خاصة لدى عامة الناس في روما من خلال توفير الحبوب المجانية أثناء المجاعة - يقال إنه كان في محاولة للحصول على الملكية - في عام 439 قبل الميلاد. كان ماركوس بروتوس يُعرف أيضًا باسم كوينتوس سيرفيليوس كايبيو بروتوس، حيث تبنته عشيرة سيرفيليا، التي ينحدر منها من جانب والدته.

في مواجهة المجاعة التي حدثت في عام 57 قبل الميلاد، عين بومبي مفوضًا خاصًا للسيطرة على إمدادات الحبوب؛ وشمل ذلك السيطرة على جميع الموانئ ومراكز التجارة لمدة خمس سنوات. كان بينهما خلاف سابق؛ فقد قمع بومبي تمردًا سابق قاده ماركوس أميليوس ليبيدوس وكان والد بروتوس متورطًا فيه؛ فأمر بومبي بإعدامه. كان معارضة كاتو الأصغر، الأخ غير الشقيق لبروتوس من جانب عائلته المتبناة، لطلبات بومبي بالحصول على أرض لقدامى المحاربين في الحرب ضد ميثراداتس هو ما أعطى بومبي الحافز ليكون جزءًا من الثلاثي. من الواضح أن السيد بروتوس كان يصدر بيانًا واضحًا لا هوادة فيه عن معارضته لبومبي والثلاثي بينما كان يمتدح أسلافه.
في عام 44 قبل الميلاد، كان يوليوس قيصر يستعد للحرب مع فرثية للانتقام من الهزيمة التي ألحقها البارثيون بكراسوس في معركة كارهاي. ولتحقيق هذه الغاية، سكت كميات هائلة من الديناري والأوريي بأعداد كبيرة. العملة المعدنية الموجودة على اليمين تعود إلى الفترة من يناير إلى فبراير 44 قبل الميلاد. كانت الزهرة التي تحمل النصر والصولجان على ظهرها إشارة إلى ادعاء عائلة جوليا بأنها تنحدر من إينياس وبالتالي أنكيسيس والإلهة فينوس. كان هذا الأمر غير ضار بالنسبة للرومان، ولكن الوجه الذي يظهر قيصر نفسه وهو يرتدي إكليل الغار الذهبي الذي صوت عليه مجلس الشيوخ له كان بمثابة انحراف هائل عن التقاليد ومسيء للغاية. ورغم أن هذه العملات كانت تستخدم لإظهار الأسلاف، إلا أن هذه هي المرة الأولى التي يعرض يعرض رأس روماني حي على عملة رومانية. كان يُنظر إلى هذا على نطاق واسع على أنه جزء من سلسلة أكبر من التحركات التي قام بها قيصر لجعل نفسه ملكًا - وكان الملوك مكروهين في روما منذ تأسيس الجمهورية. وكانت العملات الأخرى التي سكت في نفس الوقت تحمل النص "DICT QVART"، وهو ما يشير إلى أن قيصر كان ديكتاتورا لمدة أربع سنوات متتالية. أظهرت نسخة لاحقة (RRC 480/10، فبراير-مارس 44 قبل الميلاد) "DICT PERPET"؛ حيث أصبح قيصر ديكتاتورًا مدى الحياة. اغتيل على يد بروتوس وآخرين، في الثالث عشر من شهر مارس عام 44 قبل الميلاد. 
لم يتمكن الاغتيال من إحياء الجمهورية. بعد عامين، وقبل معركة فيليبي مباشرة، أنتج بروتوس عملة معدنية (RRC 508/3، التزوير الحديث يظهر على اليسار) احتفالاً بتحرير الجمهورية من طغيان قيصر. ويظهر على الوجه الآخر خنجرين يحيطان بقبعة (غطاء يستخدم في احتفال تحرير العبيد) والأسطورة "EID MAR" (عيد مار) ( Eidibus Martiis - في عيد مارس). على الوجه الأمامي للعملة، وضع بروتوس، "أشرف الرومان"، رأسه. استمرت الجمهورية، بحكم الاتفاق أكثر من الواقع، حتى إعلن أوكتافيوس، ابن أخ قيصر ووريثه، أغسطس امبراطوراً في عام 27 قبل الميلاد.